# Biển Ả Rập
Biển Ả Rập (tiếng Ả Rập: بحر العرب; chuyển tự: Baḥr al-'Arab; chữ Phạn: सिन्धु सागर; chuyển tự: Sindhu Sagar) là một vùng biển của Ấn Độ Dương có biên giới phía đông là Ấn Độ phía bắc giáp Pakistan và Iran, phía tây là bán đảo Ả Rập, phía nam ước lượng là đường giữa mũi Cape Guardafui- điểm đông bắc của Somalia- nhóm đảo Socotra, thành phố Kanyakumari ở Ấn Độ, và bờ biển tây của Sri Lanka.

## Mô tả địa lý

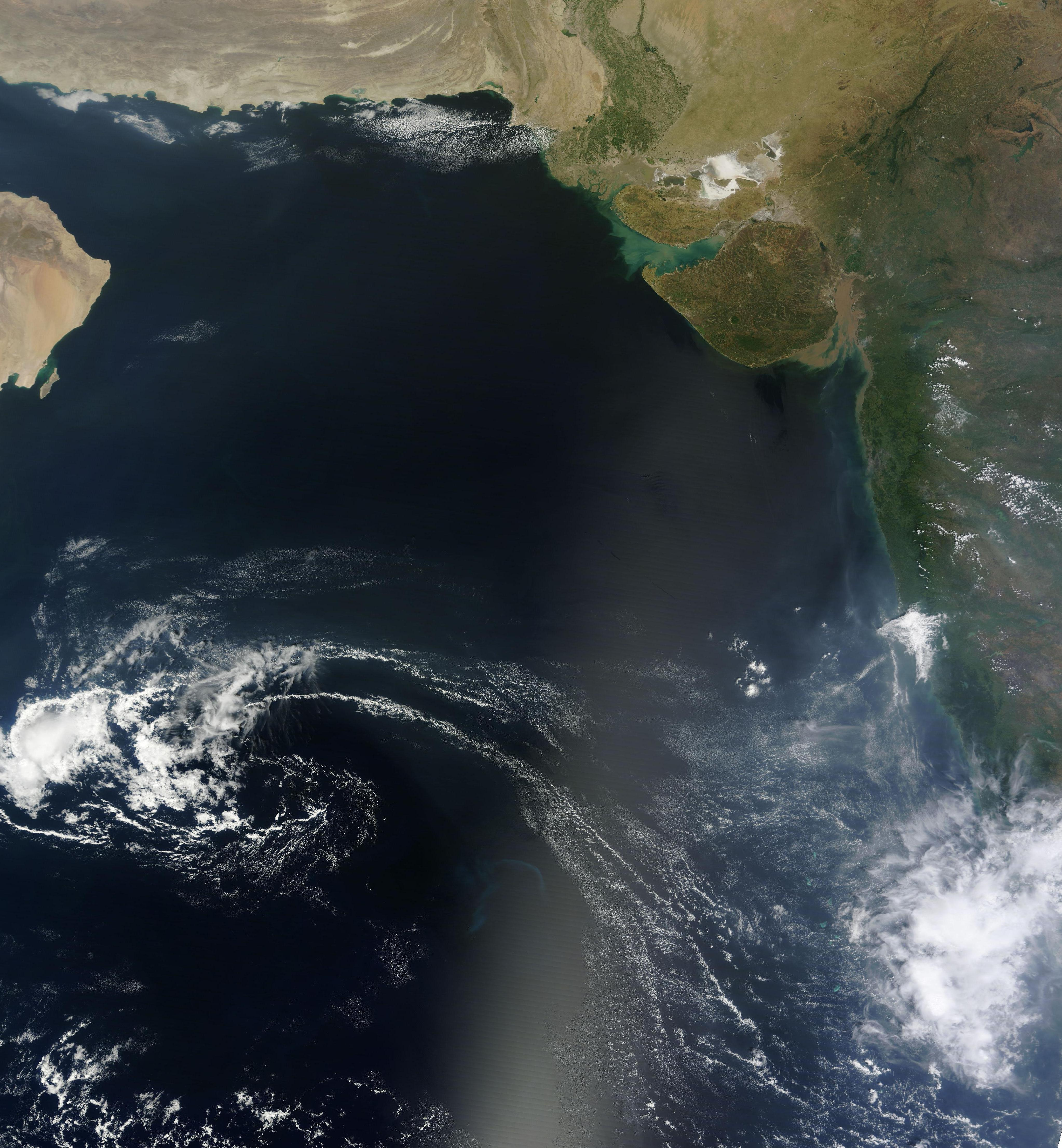
Biển Ả Rập nhìn từ vệ tinh.

Diện tích Biển Ả Rập rộng khoảng 3.862.000 km². Chiều rộng tối đa là khoảng 2.400 km, và chiều sâu tối đa là 4.652 m, ở Vũng Ả Rập khoảng cùng vĩ độ như mỏm cực nam của Ấn Độ. Sông Indus - sông lớn nhất ở Pakistan, cũng gọi là sông Sindhu - là sông lớn nhất chảy trực tiếp vào biển này, cùng với các sông Netravathi, Sharavathi, Narmada, Tapti, Mahi và nhiều sông ở bang Kerala của Ấn Độ. Bờ biển Ả Rập ở vùng Trung Ấn được gọi là Bờ biển Konkan, còn bờ ở vùng Nam Ấn gọi là Bờ biển Malabar.
Biển Ả Rập có hai nhánh quan trọng: Vịnh Aden ở tây nam, nối với Biển Đỏ thông qua eo biển Bab-el-Mandeb, và Vịnh Oman ở tây bắc, nối với Vịnh Ba Tư. Ngoài các nhánh lớn trên, còn có các Vịnh Cambay và Vịnh Kutch trên bờ Ấn Độ. Biển Ả Rập có ít đảo, nhóm đảo chính là nhóm đảo Socotra, ngoài bờ châu Phi, và nhóm đảo Lakshadweep, ngoài bờ Ấn Độ.
Các nước nằm trên đường bờ biển Ả Rập là Ấn Độ, Yemen, Oman, Iran, Pakistan, Sri Lanka, Maldives và Somalia.
Các thành phố nằm trên bờ biển này là Karachi và Gwadar của Pakistan, Mumbai (Bombay), Surat, Panjim, Mangalore và Cochin của Ấn Độ, Aden của Yemen, Salalah của Oman, Chabahar của Iran, Mogadishu của Somalia và Colombo của Sri Lanka.

## Các tuyến đường buôn bán

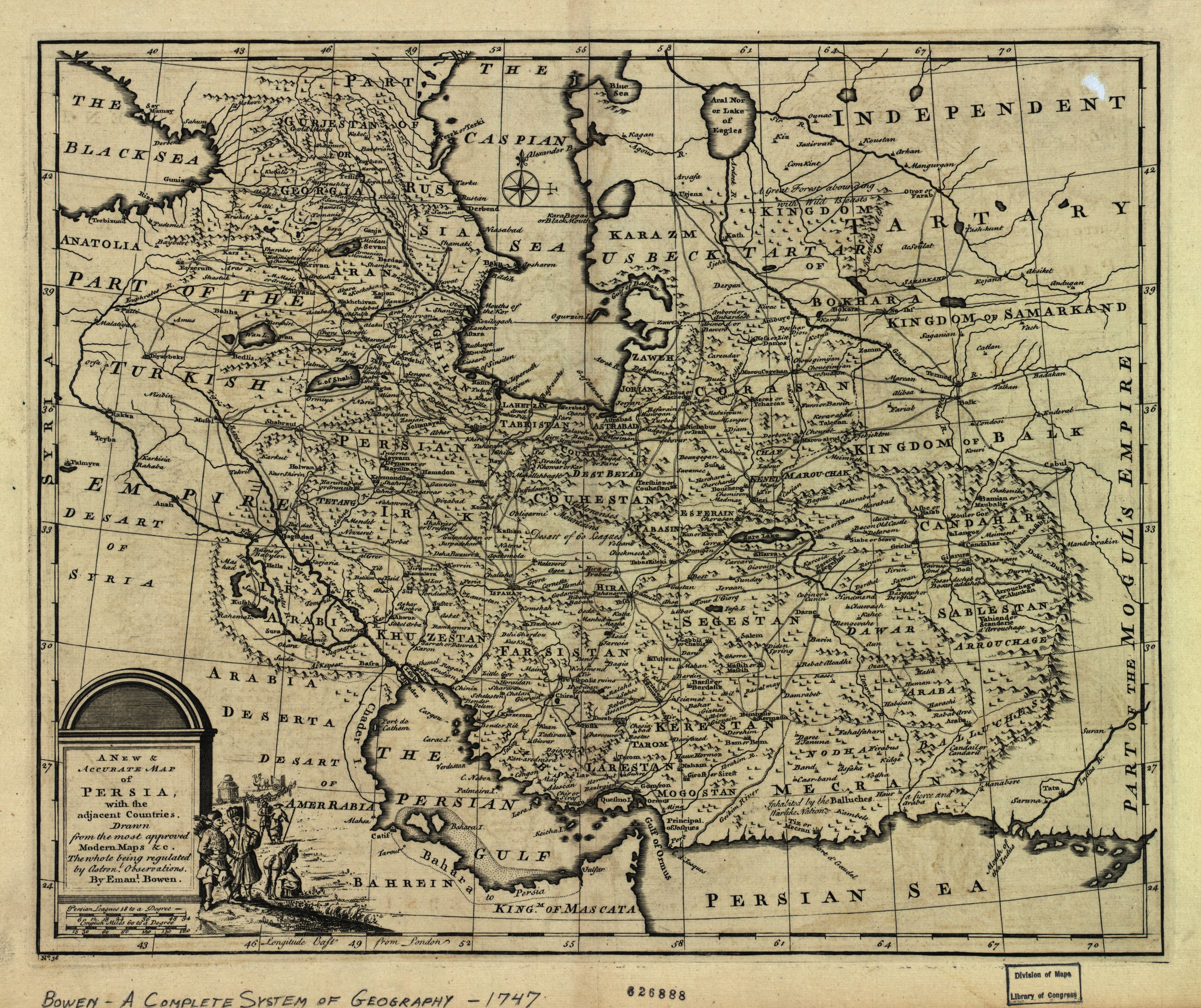
Biển Ba Tư, tên khác của Biển Ả Rập trên bản đồ thế kỷ 18 do Eman Bowen vẽ.

Tuyến đường gọi là Sindhu Sagar được các người Ấn Độ biết đến từ thời Vệ Đà trong lịch sử của họ, và là một tuyến đường thương mại hàng hải quan trọng ở thời thuyền buồm cận duyên, có thể từ đầu thiên niên kỷ thứ 3 trước Công nguyên, và chắc chắn là từ cuối thiên niên kỷ thứ 2 trước Công nguyên mà sau này gọi là thời đại thuyền buồm Thời Julius Caesar, nhiều tuyến đường buôn bán phối hợp thủy-bộ đã được thiết lập, tùy thuộc vào việc vận tải đường thủy qua biển này quanh vùng đất có địa hình gồ ghề để lên phía bắc đế quốc La Mã.
Các tuyến đường này thường bắt đầu ở vùng Viễn Đông hoặc xuôi dòng sông ở bang Madhya Pradesh (Ấn Độ) bằng việc đổi phương tiện vận chuyển qua thành phố lịch sử Bharuch (Ấn Độ) xuyên qua vùng bờ biển mà con người không cư ngụ được của Iran ngày nay, rồi chia thành 2 dòng ở quãng vùng Hadhramaut, dòng ngược lên bắc vào Vịnh Aden rồi vào vùng Cận Đông, còn dòng phía nam xuôi xuống Alexandria (Ai Cập) qua các cảng của Biển Đỏ, như cảng Axum chẳng hạn. Mỗi tuyến đường chính đều phải đổi phương tiện vận chuyển sang cho đoàn súc vật thồ xuyên qua vùng sa mạc, có nguy cơ gặp bọn cướp và thuế cắt cổ của chính quyền địa phương. Các điều này là thực tế đã được nói tới trong truyện Nghìn lẻ một đêm và Sinbad người đi biển.
Quan trọng là tuyến đường bờ biển phía nam qua vùng đất gồ ghề của vùng nam bán đảo Ả Rập (Yemen và Oman ngày nay), tuyến đường mà các Pharaông của Ai Cập lập ra các kênh nông để phục vụ việc buôn bán, một tuyến đường nhiều hay ít dọc theo tuyến của kênh Suez ngày nay, và tuyến khác từ Biển Đỏ tới sông Nile. Sau này vương quốc Axum mọc lên ở Ethiopia để cai trị đế quốc buôn bán bắt nguồn từ việc buôn bán với châu Âu qua Alexandria.
Các tuyến đường buôn bán xuyên đại dương ngang qua Biển Ả Rập đã có từ thời cổ, nối vùng Cận Đông với Đông Phi, Ấn Độ, Đông Nam Á và Trung Quốc. Về lịch sử, các thuyền buồm thuộc loại gọi là thuyền buồm Ả Rập đã được dùng trong mùa có gió mùa để đi biển. Biển làm thành tuyến đường thủy chủ yếu giữa châu Âu và Ấn Độ qua kênh Suez, nối Biển Đỏ với Địa Trung Hải.

## Tham khảo & Chú thích

Colva Beach, Goa